# Любка (фильм)
«Любка» — фильм Станислава Митина по одноимённому рассказу Дины Рубиной.

## Сюжет
Однажды на шумном вокзале у обеспеченной семьи крадут чемодан с вещами. Ворам помогает семилетняя девочка, которая выросла в криминальных районах города и воспитана по законам улиц. Её зовут Любка. Она не знает, что такое родной дом и крепкая семья. После этого случая малолетняя разбойница очень часто вспоминает хорошо одетую девочку из той обворованной семьи и мечтает оказаться на её месте — жить в уюте и постоянной заботе, с мамой и папой, с красивыми куклами, нарядными платьями.
Прошли годы, и теперь, в 1952 году, судьба вновь свела двух девчонок, которые уже стали взрослыми.
Ирина, молодой врач, по распределению едет вместе с мамой в далекий уральский город. Ирина уже на последних месяцах беременности. В скором времени Фаина Семёновна, её мать, внезапно умирает, и перед Ириной встаёт вопрос — с кем оставить маленькую дочь Сонечку, пока она дежурит в больнице. Надо искать няню, но только где её взять в маленьком городке при металлургическом комбинате. Вольнонаёмные или бывшие заключённые в воспитатели ребёнку не годятся. И тогда Ирина выбирает своенравную девушку, только-только отбывшую срок и непохожую на других уголовниц.

## В ролях
- Елена Лядова — Любовь, няня Сонечки
- Анастасия Городенцева — Ирина Михайловна Зальцман, врач
- Наталья Чернявская — Фаина Семёновна, мама Ирины Михайловны
- Александр Сирин — Фёдор Николаевич Перечников, главврач
- Владимир Сычёв — «Канава»
- Артём Артемьев — Сергей
- Александр Пашков — Валентин
- Марина Куделинская — Зинаида Николаевна Мосельцова, врач
- Ольга Онищенко — Раиса Федоровна Кондакова, соседка
- Владимир Горюшин — Степан Семенович
- Тимофей Трибунцев — Пётр"Штырь", приёмный отец Любови, домушник
- Владимир Шульга — вор
- Елена Дубровская — Фенька
- Анна Маркова — медсестра
- Михаил Лебедев — машинист
- Ричард Бондарев — Рожков, молодой отец, коллега Ирины по работе в больнице

## Съёмочная группа
- Автор сценария: Станислав Митин и Дина Рубина (по мотивам произведений Дины Рубиной)
- Режиссёр: Станислав Митин
- Оператор: Виталий Коневцов
- Второй режиссёр: Наталья Кашкадаева
- Звукорежиссёр: Владимир Шевандин

## Участие в кинофестивалях
- 2009 — Участие в кинофестивале «Спутник над Варшавой», Польша[1].
- 2012 — Участие в кинофестивале «Спутник над Польшей», Польша[2]